# Interdicción por demencia
La interdicción por demencia es el estado jurídico en que se encuentra una persona adulta que ha sido declarada legalmente demente por un juez, y que trae consigo la privación de la administración de sus bienes. También se denomina interdicción por demencia al procedimiento que el solicitante promueve para obtener judicialmente dicha declaración.

## Curaduría o curatela del demente
La generalidad de las legislaciones contempla que el adulto que se halla en un estado habitual de demencia, debe ser privado de la administración de sus bienes, aunque tenga intervalos lúcidos.
Por regla general, una persona de la misma familia del interdicto o demente es quien debe solicitar al juez hacerse cargo de la administración de sus bienes (curaduría legítima). Una vez declarada judicialmente la interdicción, el juez le confiere de pleno derecho la administración de los bienes del interdicto a su encargado, quien asume el cargo con el nombre de curador. Excepcionalmente, a falta de familiares directos, el juez puede nombrar un curador especial (curaduría dativa). También es posible designar un curador por medio de testamento (curaduría testamentaria). El decreto judicial que autoriza al curador para ejercer su cargo se denomina discernimiento.
La historiadora especialista en la historia de la psiquiatría Cristina Sacristán, investigadora del Instituto Mora, ha escrito durante más de 20 años acerca de juicios de interdicción por demencia en México.